# Języki Meksyku
Języki Meksyku – języki używane na terytorium Meksyku, niezależnie od ich pochodzenia. Termin obejmuje zarówno języki ludów indiańskich, jak i języki przeniesione przez imigrantów z Europy.

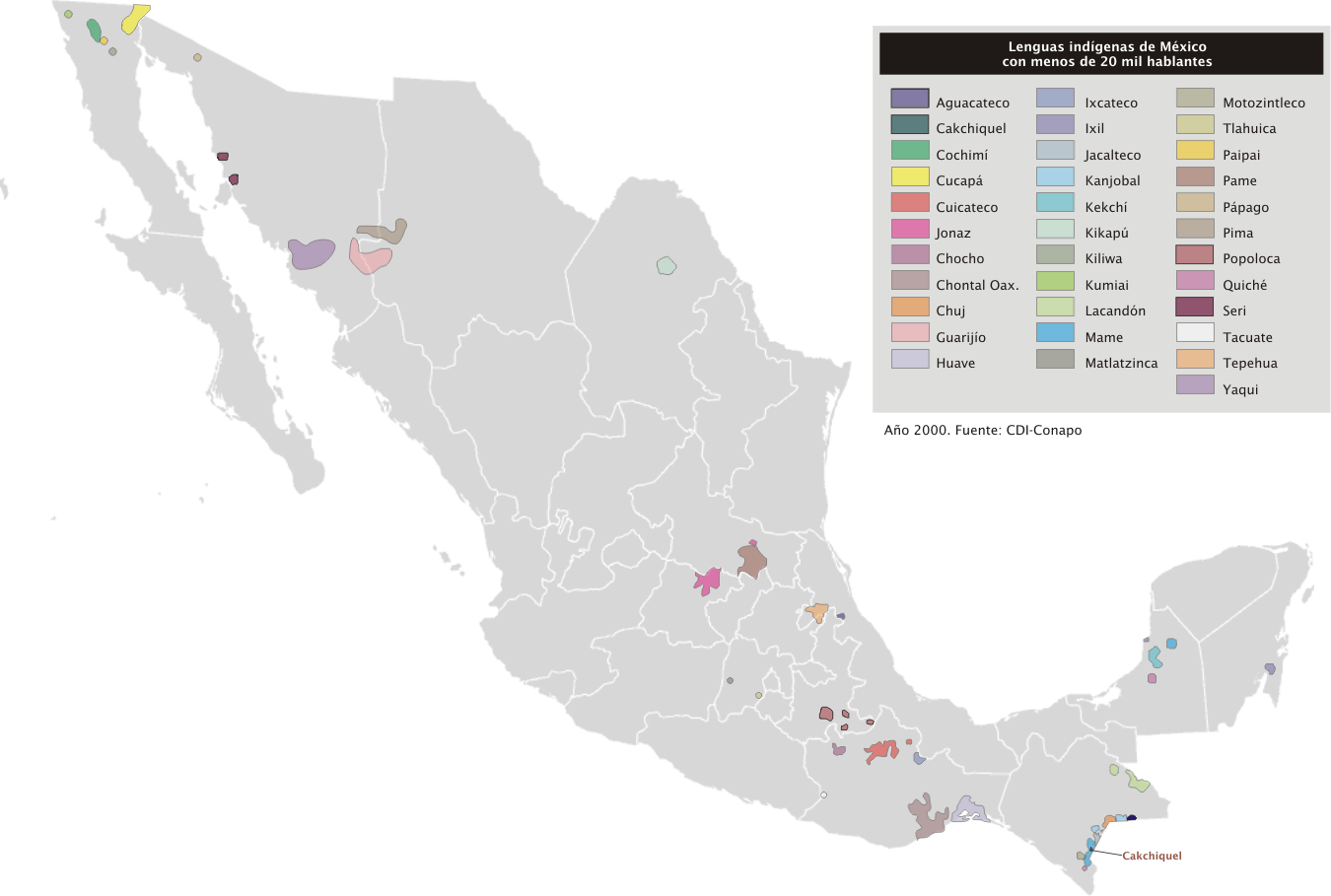
Języki, które mają poniżej 20 tys. użytkowników

## Status prawny
Konstytucja meksykańska nie definiuje języka urzędowego, jednak w praktyce niemal niepodzielnie panuje język hiszpański. Konstytucja obejmuje go, wraz z 63 językami autochtonicznymi, statusem tzw. „języka narodowego” (lenguas nacionales). W niektórych z nich prowadzona jest działalność oświatowa. Inne języki europejskie, mimo że pozostają w użyciu, nie posiadają statusu języków narodowych.

## Języki pochodzenia europejskiego
Oprócz głównych języków europejskich, takich jak angielski, francuski i niemiecki, w użyciu pozostaje język dolnosaksoński – wśród izolowanych i w dużym stopniu jednojęzycznych społeczności menonitów, oraz archaiczna odmiana języka weneckiego, nieużywana już na Półwyspie Apenińskim.